# Тагіліт
Тагіліт (рос. тагилит; англ. tagilite; нім. Tagilit) — мінерал, основний водний фосфат міді.

## Опис
Хімічна формула: Cu2[OH|PO4]•H2O. Містить у % (Урал, РФ): CuO — 61,29; P2O5 — 26,44; H2O — 10,77. Домішки: Fe2O3.
Сингонія моноклінна. Утворює шаро- і ниркоподібні пористі аґреґати волокнистої будови, сфероліти і примазки. Спайність по (010). Густина 3,5-4,1. Тв. 3-4. Колір смарагдово-зелений. Зустрічається в зоні окиснення міднорудних родовищ. Асоціює з лібетенітом, псевдомалахітом.

## Розповсюдження
Знахідки: Мідноруднянське родовище (Урал, РФ); Уллерсрайт (Фогтланд, ФРН). Рідкісний. За назвою міста Нижній Тагіл, Урал (Р. Ф. Герман, 1846).